# Júlio Tavares
Júlio Tavares (ur. 19 listopada 1988 w Tarrafal de São Nicolau) – kabowerdeński piłkarz grający na pozycji napastnika. Od 2022 roku jest zawodnikiem klubu Al-Raed FC.

## Kariera klubowa
Swoją karierę piłkarską Tavares rozpoczął klubie AS Montréal-la-Cluse. Grał w nim w latach 2007-2008. W 2008 roku przeszedł do FC Bourg-Péronnas. Występował w nim przez cztery sezony w czwartej lidze.
Latem 2012 roku Tavares przeszedł do spadkowicza z Ligue 1, Dijon FCO. Zadebiutował w nim 14 września 2012 roku w zremisowanym 1:1 wyjazdowym meczu z AS Monaco.

## Kariera reprezentacyjna
W reprezentacji Republiki Zielonego Przylądka Babanco zadebiutował w 2008 roku. W 2013 roku został powołany do kadry na Puchar Narodów Afryki 2013.